# Neusiß
Neusiß es una localidad situada en el municipio de Plaue, en el distrito de Ilm, Turingia (Alemania).
Fue un municipio independiente hasta el 1 de enero de 2019.